# Coenraad de Villiers (ur. 1933)
Coenraad Wessel de Villiers (ur. 28 marca 1933 w Caledonie, zm. w 2008) – południowoafrykański zapaśnik walczący w stylu wolnym. Dwukrotny olimpijczyk. Zajął czwarte miejsce w Melbourne 1956 i siódme w Rzymie 1960. Walczył w kategorii do 73 kg.
Brązowy medalista igrzysk Imperium Brytyjskiego i Wspólnoty Brytyjskiej w 1958 roku.

## Letnie Igrzyska Olimpijskie 1956
| Konkurencja      | Rundy eliminacyjne | Rundy eliminacyjne   | Rundy eliminacyjne     | Rundy eliminacyjne   | Klas. końcowa |
| Konkurencja      | Przeciwnik I       | Przeciwnik II        | Przeciwnik III         | Przeciwnik IV        | Miejsce       |
| ---------------- | ------------------ | -------------------- | ---------------------- | -------------------- | ------------- |
| 73 kg styl wolny | wolny los Z        | Mitko Petkow (BUL) Z | Muhammad Latif (PAK) Z | Nabi Sorouri (IRI) P | 4.            |

## Letnie Igrzyska Olimpijskie 1960
| Konkurencja      | Rundy eliminacyjne   | Rundy eliminacyjne  | Rundy eliminacyjne   | Rundy eliminacyjne  | Klas. końcowa |
| Konkurencja      | Przeciwnik I         | Przeciwnik II       | Przeciwnik III       | Przeciwnik IV       | Miejsce       |
| ---------------- | -------------------- | ------------------- | -------------------- | ------------------- | ------------- |
| 73 kg styl wolny | Franz Berger (AUT) Z | Juan Flores (MEX) Z | Musa Kazanoq (BUL) P | İsmail Ogan (TUR) P | 7.            |